# Bethany (Pensilvania)
Bethany es un borough ubicado en el condado de Wayne en el estado estadounidense de Pensilvania. En el año 2000 tenía una población de 292 habitantes y una densidad poblacional de 219 personas por km².

## Geografía
Bethany se encuentra ubicado en las coordenadas 41°36′52″N 75°17′19″O / 41.61444, -75.28861.

## Demografía
Según la Oficina del Censo en 2000 los ingresos medios por hogar en la localidad eran de $39,167 y los ingresos medios por familia eran $41,161. Los hombres tenían unos ingresos medios de $29,167 frente a los $26,042 para las mujeres. La renta per cápita para la localidad era de $21,683. Alrededor del 6.8% de la población estaba por debajo del umbral de pobreza.